# Acer erythranthum
Acer erythranthum é uma espécie de árvore do gênero Acer, pertencente à família Aceraceae.